# William Grant
William Grant, född 1839, död 1923, grundare av William Grant & Sons, han började 1866 sin bana inom whiskyindustrin, där han skaffade sig kunskaper om destillering och framställning av whisky, och startade 1886 whiskytillverkning i Glenfiddich Distillery i sin hemort Dufftown, Skottland.